# Scrimshaw

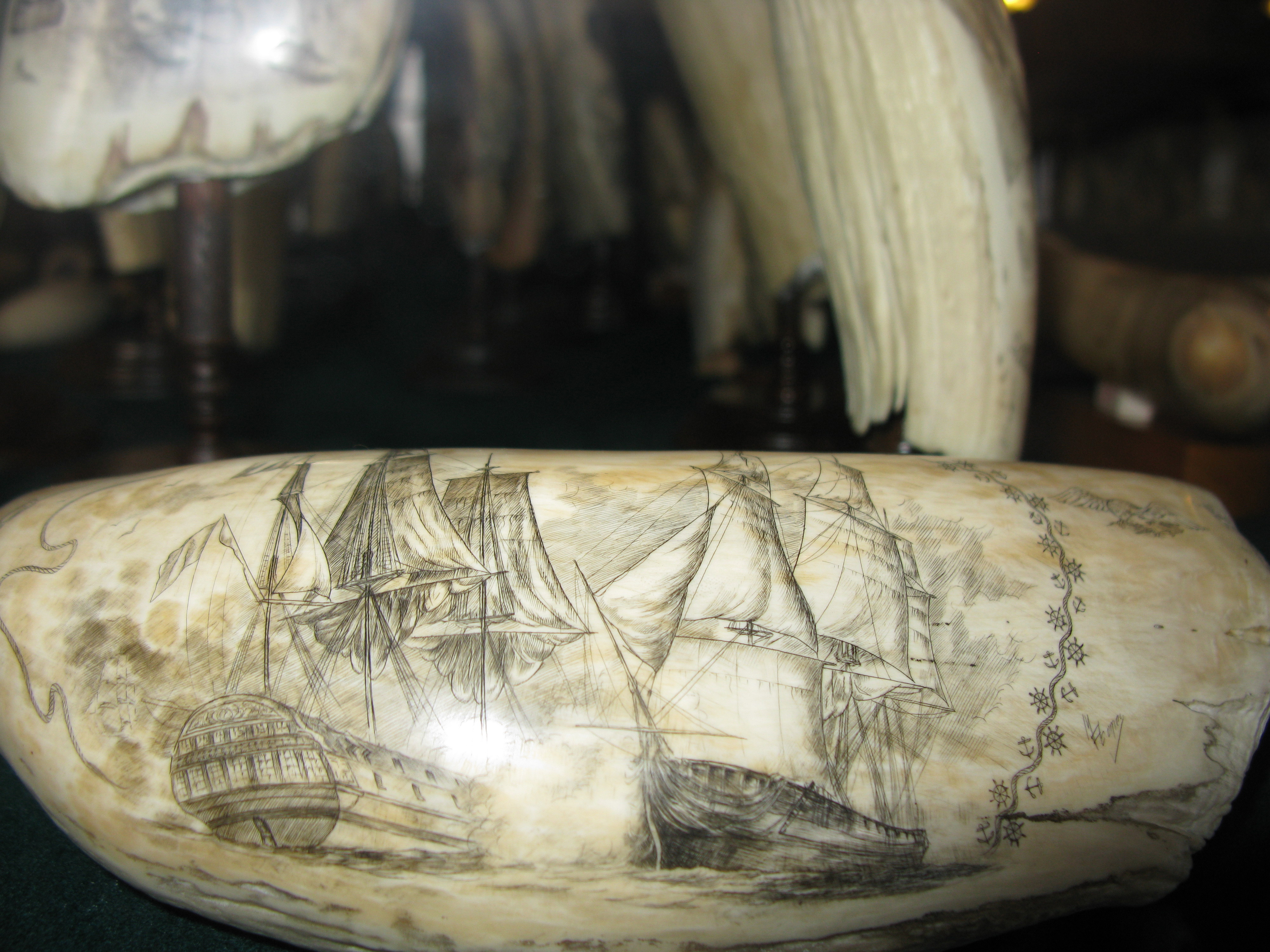
Ejemplar de Scrimshaw en el Peter Café Sport, Horta.

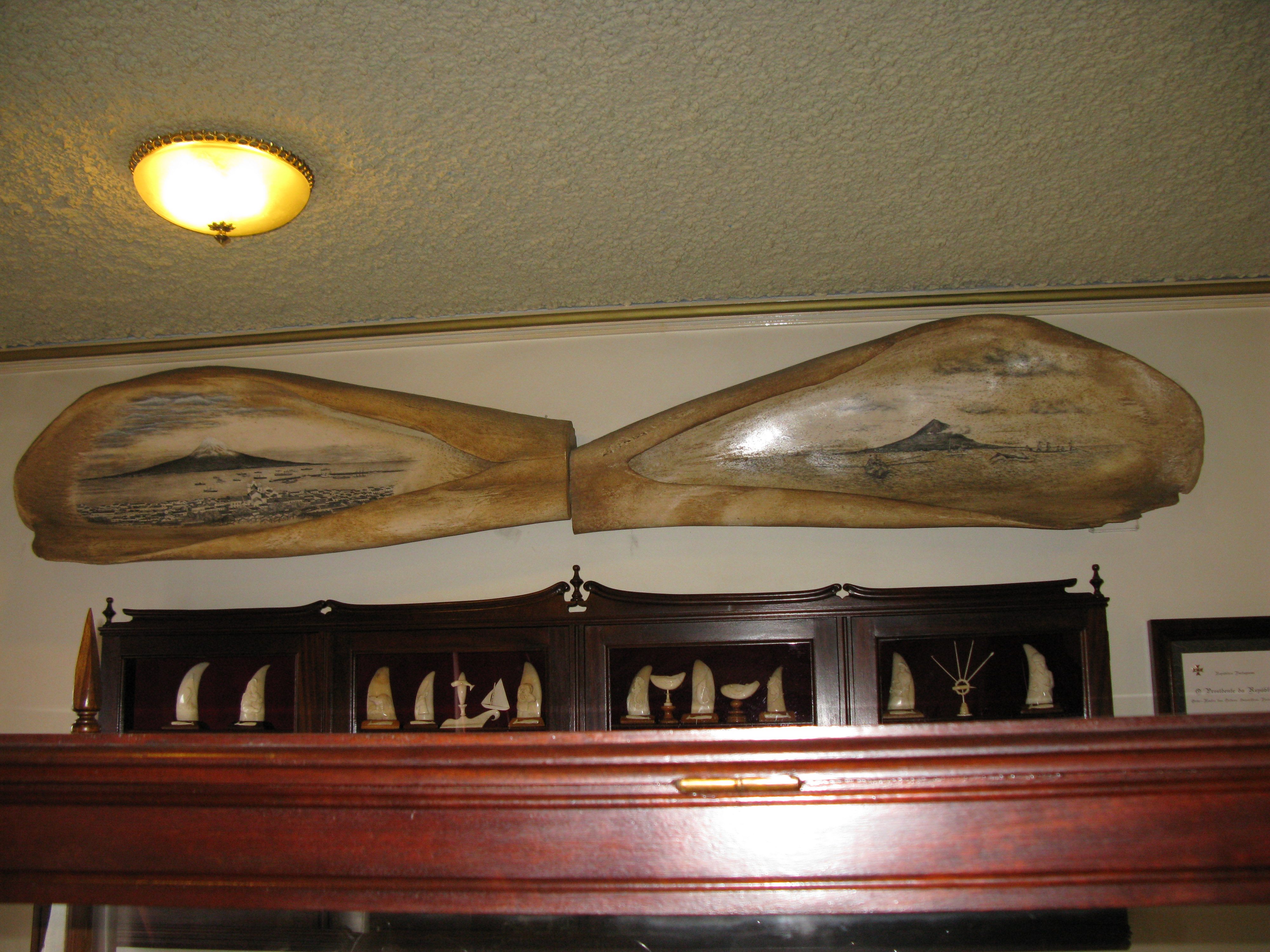
Scrimshaw en la mandíbula de una ballena.

Scrimshaw es una palabra que proviene del inglés, de etimología dudosa, que significa el arte de la escultura y la pintura sobre marfil o la grabación en los dientes y huesos de la mandíbula de los cachalotes.
Las piezas son variadas, utilitarias y decorativas, tales como cuadros, tablillas de corpiños de los vestidos de las señoras, dedales, sello del cable, se encarga de la caña, e incluso de los datos de recorte de pastelería.
Esta forma de arte tradicional está vinculada a la actividad de la caza de ballenas, y en Portugal, sólo despertó la atención de los estudiosos de finales de los años 1950. Es conocida, y la manifestación más auténtica de la "caza de ballenas por arte", que tuvo sus orígenes en el siglo XIX, la caza de ballenas, inicialmente formada por marineros estadounidenses, pero también se integra en un corto período de tiempo por muchas de las Azores y Cabo Verde. Es un arte hecho por los marineros, que con el paso del tiempo, los receptores de este tipo de obras de arte se han diversificado, llegando no sólo a miembros de la familia, amigas y amigos de los marineros, pero un gran número de personas que aprecian las actividades del mar y la embarcación en el mar.
El arte Scrimshaw corresponde a la ocupación en las horas de ocio a bordo y una expresión de deseo de su familia. Las invocaciones religiosas son menos frecuentes o más recientes. Las técnicas más utilizadas son la incisión o la grabación, las muescas están pigmentadas. En el siglo XX, los motivos incrustados, a veces estaban en alto relieve.
En las islas Azores unas pocas colecciones notables de Scrimshaw, destacando el 'Museo de Arte de Scrimshaw', en el Peter Café Sport en Horta, Isla de Faial, la Oficina de John van Opstal, en Lajes do Pico, la colección del Museo de los balleneros y en el Museo de la Isla en Santa Cruz das Flores.